# Fernando Tissone
Fernando Damián Rodrigues Tissone (Quilmes, 24 luglio 1986) è un calciatore argentino, centrocampista del Montegranaro.

## Carriera

### Club
Di origini liguri, da Quiliano, a 17 anni la famiglia si trasferisce in Italia, terra di partenza dei propri avi, stabilendosi a Como: con la compagine lariana partecipa al torneo di Cinisello Balsamo, di cui è capocannoniere, giocando come trequartista senza essere tesserato per problemi interni della società comasca.
Approda all'Udinese guidata da Spalletti nel gennaio 2005, dimostrando subito le sue doti tecniche: viene impiegato dal Mister due volte nel corso della stagione come centrocampista centrale, diventando il primo giocatore argentino ad esordire a quella età nella massima serie. A fine stagione l'Udinese termina il campionato piazzandosi al quarto posto davanti alla Sampdoria, permettendo così ai bianconeri di qualificarsi per la prima volta ai preliminari di Champions League.
Con l'inizio del nuovo campionato, sulla panchina della squadra friulana Cosmi prende il posto di Spalletti. Visto la sua giovane età e la concorrenza serrata nel suo ruolo, Tissone viene utilizzato saltuariamente; in quella stagione esordisce nelle due competizioni europee, in Champions League il 7 dicembre 2005 in Udinese -Barcellona terminata 0-2 per la squadra spagnola, poi in Coppa UEFA il 15 febbraio 2006 in Udinese-Lens terminata 3-0 per la squadra friulana, segnando il suo primo gol in Coppa UEFA contro il Levski Sofia.
Nella stagione 2006-2007 viene acquistato in comproprietà dall'Atalanta, dove trova una maggiore continuità grazie alla fiducia dimostratagli da Colantuono. In questa stagione realizza le sue prime 3 reti nella massima divisione.
La sua consacrazione arriva nella stagione 2007-2008: il nuovo tecnico dell'Atalanta Luigi Delneri ne arretra di un paio di metri la posizione, permettendo al giocatore di potersi esprimere al meglio, dimostrando qualità tecnica e quantità di gioco come regista davanti alla difesa. Dopo 68 presenze e 6 reti in due stagioni a Bergamo, Fernando Damian Tissone viene riscattato alle buste dall'Udinese per la cifra di 4,2 milioni di euro.
La stagione 2008-2009 per Tissone non è una delle più fortunate: complice un infortunio, scende in campo solo 5 volte in campionato.
Nell'estate 2009 la Sampdoria lo acquista in comproprietà; qui viene schierato in mezzo al campo in una stagione al termine della quale la squadra raggiunge, dopo 18 anni, la qualificazione ai preliminari di Champions League.
La stagione successiva guida nuovamente il centrocampo blucerchiato, ma la stagione termina con la retrocessione in Serie B.
Il 31 agosto 2011 si trasferisce in prestito secco in Spagna al Maiorca dove colleziona 26 presenze della Liga e 3 della Copa del Rey.
Il 22 giugno 2012 la Sampdoria acquista l'intero cartellino del giocatore.
Il 29 gennaio 2013 la Samp comunica di aver ceduto a titolo definitivo al Maiorca i diritti sportivi del calciatore, facendo così ritorno alla squadra spagnola.
Il 12 gennaio 2021, dopo diverse altre esperienze e ad un anno e mezzo dall’ultima partita giocata, fa il suo ritorno in Italia firmando un contratto semestrale col Taranto, in Serie D con il quale vince il girone H venendo promosso in Lega Pro.
Nella stagione 2021-2022, si trasferisce alla Paganese Calcio 1926, in Serie C, firmando un contratto annuale. Al termine dell'annata, rimane svincolato; il 24 novembre seguente, si accorda con il Budoni, che disputa il girone sardo di Eccellenza, dove ritrova anche suo fratello Cristian.

## Statistiche

### Presenze e reti nei club
Statistiche aggiornate al 17 maggio 2022.
| Stagione         | Squadra          | Campionato       | Campionato | Campionato | Coppa nazionale | Coppa nazionale | Coppa nazionale | Coppe europee | Coppe europee | Coppe europee | Altre coppe | Altre coppe | Altre coppe | Totale | Totale |
| Stagione         | Squadra          | Comp             | Pres       | Reti       | Comp            | Pres            | Reti            | Comp          | Pres          | Reti          | Comp        | Pres        | Reti        | Pres   | Reti   |
| ---------------- | ---------------- | ---------------- | ---------- | ---------- | --------------- | --------------- | --------------- | ------------- | ------------- | ------------- | ----------- | ----------- | ----------- | ------ | ------ |
| 2004-2005        | Udinese          | A                | 2          | 0          | CI              | 0               | 0               | -             | -             | -             | -           | -           | -           | 2      | 0      |
| 2005-2006        | Udinese          | A                | 24         | 0          | CI              | 6               | 0               | UCL+CU        | 1+4           | 0+1           | -           | -           | -           | 35     | 1      |
| 2006-2007        | Atalanta         | A                | 33         | 3          | CI              | 3               | 0               | -             | -             | -             | -           | -           | -           | 36     | 3      |
| 2007-2008        | Atalanta         | A                | 35         | 3          | CI              | 0               | 0               | -             | -             | -             | -           | -           | -           | 35     | 3      |
| Totale Atalanta  | Totale Atalanta  | Totale Atalanta  | 68         | 6          |                 | 3               | 0               |               |               |               |             |             |             | 71     | 6      |
| 2008-2009        | Udinese          | A                | 5          | 0          | CI              | 1               | 0               | CU            | -             | -             | -           | -           | -           | 6      | 0      |
| Totale Udinese   | Totale Udinese   | Totale Udinese   | 31         | 0          |                 | 7               | 0               |               | 5             | 1             |             |             |             | 44     | 1      |
| 2009-2010        | Sampdoria        | A                | 29         | 0          | CI              | 2               | 0               | -             | -             | -             | -           | -           | -           | 31     | 0      |
| 2010-2011        | Sampdoria        | A                | 22         | 1          | CI              | 2               | 0               | UCL+UEL       | 2+1           | 0             | -           | -           | -           | 27     | 1      |
| 2011-2012        | Maiorca          | PD               | 27         | 0          | CR              | 3               | 0               | -             | -             | -             | -           | -           | -           | 30     | 0      |
| 2012-gen. 2013   | Sampdoria        | A                | 12         | 0          | CI              | 0               | 0               | -             | -             | -             | -           | -           | -           | 12     | 0      |
| Totale Sampdoria | Totale Sampdoria | Totale Sampdoria | 63         | 1          |                 | 4               | 0               |               | 3             | 0             |             |             |             | 70     | 1      |
| gen.-giu. 2013   | Maiorca          | PD               | 15         | 0          | CR              | 0               | 0               | -             | -             | -             | -           | -           | -           | 15     | 0      |
| Totale Maiorca   | Totale Maiorca   | Totale Maiorca   | 42         | 0          |                 | 3               | 0               |               |               |               |             |             |             | 45     | 0      |
| 2013-2014        | Malaga           | PD               | 26         | 1          | CR              | 2               | 0               | -             | -             | -             | -           | -           | -           | 28     | 1      |
| 2014-2015        | Malaga           | PD               | 7          | 0          | CR              | 1               | 0               | -             | -             | -             | -           | -           | -           | 8      | 0      |
| 2015-2016        | Malaga           | PD               | 12         | 0          | CR              | 1               | 0               | -             | -             | -             | -           | -           | -           | 13     | 0      |
| Totale Málaga    | Totale Málaga    | Totale Málaga    | 45         | 1          |                 | 4               | 0               |               |               |               |             |             |             | 49     | 1      |
| 2017-gen. 2018   | Karpaty          | PL               | 12         | 0          | KU              | 1               | 0               | -             | -             | -             | -           | -           | -           | 13     | 0      |
| gen.-giu. 2018   | Desportivo Aves  | PL               | 12         | 1          | CP+CdL          | 2+0             | 0               | -             | -             | -             | -           | -           | -           | 14     | 1      |
| 2018-2019        | Nacional         | PL               | 12         | 1          | CP+CdL          | -               | -               | -             | -             | -             | -           | -           | -           | 12     | 1      |
| gen.-giu. 2021   | Taranto          | D                | 24         | 1          | -               | -               | -               | -             | -             | -             | -           | -           | -           | 24     | 1      |
| 2021-2022        | Paganese         | C                | 26+2       | 1          | CI-C            | 0               | 0               | -             | -             | -             | -           | -           | -           | 28     | 1      |
| Totale carriera  | Totale carriera  | Totale carriera  | 284+2      | 12         |                 | 22              | 0               |               | 8             | 1             |             |             |             | 327    | 13     |

## Palmarès

### Club

#### Competizioni nazionali
- Coppa del Portogallo: 1

Desp. Aves: 2017-2018
- Serie D: 1

Taranto: 2020-2021 (girone H)